# هوشنگ استوار
هوشنگ استوار (زادهٔ ۹ بهمن ۱۳۰۵ تهران – درگذشتهٔ ۱۷ دی ۱۳۹۴ پاریس) یکی از برجسته‌ترین آهنگسازان مکتب موسیقی سمفونیک ایرانی به‌شمار می‌آید.

## زندگی
هوشنگ استوار به سالِ ۱۳۰۵ در تهران و در خانواده‌ای اهل موسیقی چشم به جهان گشود. مادرش قمرالزمان فرزند غلامرضا مین‌باشیان امیر پنجه (سالار معزز) از اولین زنان ایرانی بود که پیانو می‌نواخت و پدرش حسین استوار نیز از نخستین نوازنده‌های پیانو در ایران بود و در نوازندگی سازهای تار، سه‌تار و سنتور تبحر داشت.
هوشنگ استوار پس از آموزش‌های اولیه موسیقی در هنرستان موسیقی و آموختن هارمونی نزد پرویز محمود پسر عمه‌اش که به تازگی تحصیل موسیقی در اروپا را به اتمام رسانده و به ایران بازگشته بود، در سال ۱۳۲۵ عازم اروپا شد و ابتدا در کنسرواتوار ژنو و سپس کنسرواتوار بروکسل به ادامه تحصیل در زمینه موسیقی پرداخت.استوار مدتی نیز در پاریس از آموزه‌های الیویه مسیان بهره برد.
استوار در سال ۱۳۳۶ به ایران بازگشت و شروع به تدریس موسیقی و آهنگ‌سازی کرد.او پیش از انقلاب اسلامی به مدت بیست سال آموزگار آهنگسازی در هنرستان عالی موسیقی تهران بوده‌است.
استوار در تاریخ ۱۷ دی ۱۳۹۴ در سن ۸۸ سالگی در اثر بیماری سرطان لوزالمعده در پاریس و در بی‌خبری درگذشت و خبر درگذشت وی پس از ۴ ماه و در اواسط اردیبهشت ۱۳۹۵ رسانه‌ای و اعلام شد.

## برخی از آثار
- برای ارکستر سمفونیک: فانتزی/ سبزه بهار/ بهار جاودان / سوئیت ایرانی/ طرح سمفونیک ایرانی
- برای ارکستر زهی و پیانو: شب خیام بر مبنای سیزده رباعی از خیام
- برای ارکستر زهی: تأثرات.
- برای آواز دسته جمعی (کر): آهنگ بی کلام
- برای آواز و پیانو: مرثیه برای سوپرانو